# Kajo Keji
Kajo Keji est une ville du Soudan du Sud, située dans l'État d'Équatoria-Central, à une quinzaine de kilomètres de la frontière avec l'Ouganda.